# Maksim Mrvica
Maksim Mrvica est un pianiste croate, né le 3 mai 1975 à Šibenik (Croatie).
Il a reçu une formation musicale à l'Académie de musique de Zagreb auprès de Vladimir Krpan qui fut un élève d'Arturo Benedetti Michelangeli, puis il a été admis au Conservatoire Franz Liszt de Budapest. En 1996, il a reçu le 1er prix du Concours international Nicolaï Rubinstein. En 1998, il a séjourné à Paris afin de recevoir les conseils d'Igor Lazko. L'année suivante, il a reçu le 1er prix au Concours international de piano de Pontoise.
De retour en Croatie, il a connu un véritable tournant dans son parcours en sortant un CD intitulé Gestures et comprenant des pièces pour piano d'inspiration croate. Mis en relation avec l'impresario londonien Mel Bush. il a ensuite sorti plusieurs albums, produits par EMI, où il « revisite » des œuvres de compositeurs célèbres (Haendel, Bach, Chopin, etc.). Son approche musicale s'appuie sur une technique pianistique solide et semble susciter l'enthousiasme d'un large public.
Maksim Mrvica joue sur des pianos Fazioli ou Steinway & Sons.

## Discographie
- : Gestures
- 2006 : The Piano Player
- 2002 : Variations Part I & II
- 2001 : A New World
- 2006 : Electrik
- 2008 : Greatest Maksim
- 2006 : Appassionata
- 2010 : The Movies